# Cantonul Avesnes-sur-Helpe-Nord
Cantonul Avesnes-sur-Helpe-Nord este un canton din arondismentul Avesnes-sur-Helpe, departamentul Nord, regiunea Nord-Pas-de-Calais, Franța.

## Comune
- Avesnes-sur-Helpe (Avenne aan de Helpe)(parțial, reședință)
- Bas-Lieu
- Beugnies
- Dompierre-sur-Helpe
- Dourlers (Dorlaar)
- Felleries
- Flaumont-Waudrechies
- Floursies
- Ramousies
- Saint-Aubin
- Saint-Hilaire-sur-Helpe
- Sémeries
- Semousies
- Taisnières-en-Thiérache